# Горгота (комуна)
Горгота (рум. Gorgota) — комуна у повіті Прахова в Румунії. До складу комуни входять такі села (дані про населення за 2002 рік):
- Горгота (1210 осіб) — адміністративний центр комуни
- Крівіна (1036 осіб)
- Потіграфу (1395 осіб)
- Поєнарій-Апостоль (1553 особи)
- Финарі (360 осіб)

Комуна розташована на відстані 38 км на північ від Бухареста, 17 км на південь від Плоєшті, 103 км на південь від Брашова.

## Населення
За даними перепису населення 2002 року у комуні проживали 5554 особи.
Національний склад населення комуни:
| Національність | Кількість осіб | Відсоток |
| -------------- | -------------- | -------- |
| румуни         | 5537           | 99,7%    |
| цигани         | 10             | 0,2%     |
| турки          | 3              | 0,1%     |
| угорці         | 1              | < 0,1%   |
| українці       | 1              | < 0,1%   |
| німці          | 1              | < 0,1%   |

Рідною мовою назвали:
| Мова       | Кількість осіб | Відсоток |
| ---------- | -------------- | -------- |
| румунська  | 5539           | 99,7%    |
| циганська  | 10             | 0,2%     |
| турецька   | 2              | < 0,1%   |
| угорська   | 1              | < 0,1%   |
| українська | 1              | < 0,1%   |

Склад населення комуни за віросповіданням:
| Релігія        | Кількість осіб | Відсоток |
| -------------- | -------------- | -------- |
| православні    | 5504           | 99,1%    |
| бретрени       | 18             | 0,3%     |
| адвентисти     | 12             | 0,2%     |
| лютерани       | 9              | 0,2%     |
| п'ятдесятники  | 5              | 0,1%     |
| мусульмани     | 4              | 0,1%     |
| римо-католики  | 1              | < 0,1%   |
| греко-католики | 1              | < 0,1%   |